# BBC Radio Oxford
BBC Radio Oxford (często określana po prostu jako BBC Oxford) – brytyjska stacja radiowa należąca do publicznego nadawcy radiowo-telewizyjnego BBC i pełniąca w jego sieci funkcję stacji lokalnej dla hrabstwa Oxfordshire. Kanał ruszył 29 października 1970 roku i obecnie dostępny jest w analogowym przekazie naziemnym z nadajnika w Oksfordzie, na częstotliwości 95,2 FM, a także w Internecie.  
Audycje własne stacji produkowane są w ośrodku w Oksfordzie. Oprócz nich stacja transmituje również programy siostrzanych stacji BBC Radio Leeds, BBC Radio Kent i BBC Radio Solent oraz nocne programy ogólnokrajowej stacji BBC Radio 5 Live.